# Radlje ob Dravi
Radlje ob Dravi (Duits: Mahrenberg) is een gemeente in de Sloveense regio Koroška en telt 6148 inwoners (2002).
Zoals de naam al aangeeft ligt de gemeente aan de rivier de Drava.

## Geboren
- Robert Koren (20 september 1980), voetballer

Črna na Koroškem · Dravograd · Mežica · Mislinja · Muta · Podvelka · Prevalje · Radlje ob Dravi · Ravne na Koroškem · Ribnica na Pohorju · Slovenj Gradec · Vuzenica